# Filmbiografie
Eine Filmbiografie – auch Biopic (vom englischen biographical und englisch motion picture) – bezeichnet einen Film, der in fiktionalisierter Form das Leben einer geschichtlich belegbaren Figur erzählt. Das Biopic ist eines der ältesten Filmgenres. Der Begriff entstand 1951 und wurde zum ersten Mal im US-Fachblatt Variety verwendet. In einem Biopic muss nicht die Lebensgeschichte einer realen Person von der Geburt bis zum Tod erzählt werden. Es genügt vielmehr, dass ein oder mehrere Lebensabschnitte zu einem filmischen Ganzen dramaturgisch verknüpft werden. Ein zentrales Kriterium des Biopics ist die Nennung des Namens der realen Person. Meistens wird im Biopic vorausgesetzt, dass die dargestellte Person gesellschaftliche Relevanz besitzt.

## Genrediskussion

### Charakteristika
Neben den klassischen Genres der Filmwissenschaft wie Western, Horror, Musical, Komödien, Kriegsfilmen, Science-Fiction oder Thriller hat sich auch die Kategorie des Biopic etabliert. Genres an sich sind von großer Bedeutung, denn sie wecken beim Zuschauer eine gewisse Erwartungshaltung. Zwar findet man in unterschiedlichen Werken auch unterschiedliche Genre-Einteilungen, die meisten Nachschlagewerke führen das Biopic jedoch als eigenständiges Genre auf, so auch die größte Filmdatenbank im Internet „Internet Movie Database“ oder das „Handbook of American Film Genres“ von W.D. Gehring.

#### Hauptfigur
Das Biopic schildert das Leben einer historisch belegten Persönlichkeit. In den meisten Fällen ist diese Person bereits tot, in einigen Fällen greift man auch zu Personen aus der Gegenwart. Es eignet sich nicht jede Person für einen Biopic. In seinem Buch Bio/Pics geht George F. Custen davon aus, dass meistens Personen verwendet werden, deren Leben sich durch Berühmtheit auszeichnet. Wie genau Berühmtheit zu messen ist, ist von Generation zu Generation und von Kulturkreis zu Kulturkreis unterschiedlich. Während in der Vergangenheit zahlreiche Biopics über historische Gestalten gedreht wurden, eignen sich in der jüngsten Vergangenheit auch Personen aus Kultur und Medien dafür.
Dies bedeutet jedoch nicht, dass die Hauptperson gleich zu Beginn des Films eingeführt werden muss. Im Film Mata Hari (1931) wird die Hauptperson erst nach mehr als fünf Minuten gezeigt und dies obwohl der Film mitten in der Geschichte einsetzt. Führt ein Biopic die Hauptperson gleich zu Beginn ein, kann dieses sowohl mit der Kindheit der Person beginnen, als auch mit dem Erwachsenenalter.
Der stabile Designator in einem Biopic ist der Name: Ein Biopic verwendet meist den wirklichen Namen der Person. Somit kann man folgendes Kriterium zur Bestimmung eines Biopic festhalten: Der reale Name der Hauptperson muss genannt werden.

#### Titel
Viele Biopics tragen den Vor- oder Nachnamen, oder den vollständigen Namen der Person im Titel. Es spielt keine Rolle, ob es sich dabei um Personen aus der Politik, Geschichte oder Populärkultur handelt. Außerdem wird häufig auch der Spitzname der Person verwendet, meistens in Biopics über Personen der Populärkultur. Zu den Namen können Formulierungen wie „The Story of […]“ oder „The […] Story“ hinzugefügt werden, aber auch Ergänzungen wie „Life“, „Great“ oder „Young“. Diese Ergänzungen können auch im Zusatztitel eingefügt sein.
Doch nicht immer muss die Hauptperson im Titel vertreten sein. Einige Biopics greifen da z. B. zu bekannten Werken oder Entitäten aus dem Leben der Personen, z. B. in An Angel at my Table (1990). Andere greifen zu Titeln, die auf den ersten Blick nicht auf ein Biopic schließen lassen, wie z. B. Ein Mann wie E.V.A. (1984). Diese Titel beruhen meist auf thematischen Assoziationen mit der Hauptperson oder auf experimentellen Formen.

#### Sonstige Charakteristika
Der Filmwissenschaftler Taylor bezeichnet das Biopic als ein Chamäleon-Genre, da es selbst keiner eigenen Stilrichtung folgt und somit keinen distinktiven „Look“ hat. Trotz des Status des Biopic als eigenständiges Genre benutzt man häufig eine zweite oder dritte Kategorie, wenn man über einen Biopic spricht, ein sogenanntes Hilfsgenre. So wird z. B. Schindlers Liste (1994) auf www.imdb.com sowohl als Biopic, als auch als Drama und Kriegsfilm gelistet. Laut Taylor ist dies auf die schwache narrative Kodierung des Genres zurückzuführen, die eine Verwendung von Hilfsgenres nötig macht. Vielmehr prägt das Hilfsgenre die stilistische Gestaltung eines Biopic.
In den meisten Fällen beinhalten Biopics sogenannte „Titel Cards“, die entweder am Anfang oder am Ende des Films eingeblendet werden und den Zuschauer darüber informieren, dass der gezeigte Film auf wahren Begebenheiten beruht. Außerdem können die „Titel Cards“ Informationen zur Biografie der Hauptperson enthalten oder dabei helfen, den Film in einen historischen Rahmen einzuordnen. Ebenfalls häufig verwendet wird die Rahmenerzählung. So leitet der erwachsene Protagonist David Helfgott den Film Shine (1996) ein. Wenig später erzählt der Film dann dessen Kindheit. In solchen Fällen erhält der Zuschauer eine Orientierungshilfe dank der eingeblendeten Jahreszahlen und Ortsangaben. Dies kann z. B. auch in Form von Zeitungsausschnitten passieren. Aber auch die komplette Absenz von Zeiteinblendungen ist möglich, Zeitsprünge werden in solchen Fällen mit Hilfe von Fotosequenzen oder „Voice-Overs“ überbrückt.

#### Darstellungsformen des Todes
Sollte der Tod der realen Person thematisiert werden, gelten auch dafür im Biopic ungeschriebene Gesetze. Zum einen kann festgehalten werden, dass, sofern die reale Person zum Zeitpunkt der Entstehung des Films tot ist, auch das Biopic häufig mit ihrem Tod endet. Die Tatsache, dass das Biopic überhaupt mit dem Tod endet, ist sicherlich verwunderlich, denn Hollywood legt beim Mainstream-Film besonderes Augenmerk auf das „Happy End“. Man könnte nun einwenden, dass der Tod ein zentraler Teil von vielen Hollywood-Filmen ist. Es ist jedoch in den seltensten Fällen die Hauptfigur die stirbt – ausgenommen in Tragödien.
Die Darstellung des Todes nimmt einen besonderen Teil im Biopic ein. Dem Zuschauer bleibt z. B. der schnelle Tod der Hauptdarstellerin in Isadora (1969), aber auch der lange, scheinbar ewig andauernde Todeskampf in Molière (1978) in Erinnerung. Das verwendete stilistische Mittel hängt dabei vom Hilfsgenre ab (z. B. durch den Einsatz von Musik, Montagetechnik und Kameraeinstellungen wird die jeweilige Szene dem Hilfsgenre angepasst). Der Tod kann auch die Form einer Idee annehmen, z. B. in dem Film Tschapajew (1934), in welchem der Zuschauer vom Tod des Hauptdarstellers ausgehen kann, dessen Leichnam jedoch nicht zu sehen ist. Oliver Stone zeigt in The Doors (1990), dass der Tod nicht unbedingt das Ende bedeuten muss, auch im Biopic nicht. Der Hauptdarsteller erscheint, angelehnt an christliche Motive, nach seinem Drogentod als Jugendlicher.

### Abgrenzung zu den anderen Genres

#### Historien-Film
In der Regel greifen Biopics auf die Vergangenheit zurück, um so das Leben der Hauptperson zu erzählen. Abhängig von der historischen Relevanz der dargestellten Person zeigt das Biopic auch Ereignisse von historischer Wichtigkeit.
So auch der Film Nixon (1995), welcher nicht nur das Leben des ehemaligen Präsidenten der Vereinigten Staaten zeigt, sondern auch die politischen Ereignisse seiner Zeit, wie den Watergate-Skandal. Doch dies ist sicherlich keine Regel, denn Biopics müssen keine historischen Verknüpfungspunkte aufweisen. Sie konzentrieren sich gezielt auf die Hauptperson. Der geschichtliche Sachverhalt zu der einen oder anderen Begebenheit ist zweitrangig.

#### Doku-Drama
Das Doku-Drama (Dokumentarspiel) zeigt, mit Hilfe von dokumentarischem Material, wahre Begebenheiten. Dieses Genre ist vor allem im Fernsehen beliebt. Im Gegensatz zum Biopic wird im Dokudrama dokumentarisches Material mit Fiktion vermischt. So werden echte Aufnahmen mit von Schauspielern gespielten Szenen montiert. Dabei bleibt es ungewiss, inwiefern die breite Masse an Zuschauern zwischen der Fiktion und der Wirklichkeit im Doku-Drama unterscheiden kann (Rosenthal 1999, S. 18).

#### Fiktionale Biografien
Fiktionale Biografien oder auch Pseudobiografien (vgl. Lopez 1993, S. 25) basieren zwar genau wie Biopics auf wahren Lebensgeschichten, verwenden jedoch nicht den Namen der realen Person. Dies kann unterschiedliche Gründe haben, z. B. die Tatsache, dass die Person zur Zeit der Herstellung des Films noch lebt.
Zum Beispiel erzählt der Film Scarface (1932) die Geschichte des fiktiven Mafiosos Tony Camonte, basiert aber auf dem Leben von Al Capone.

### Sparten des Biopic
Die thematischen Inhalte biografischer Spielfilme könnten zahlreicher nicht sein. Die Faszination geht vom Anspruch an Authentizität aus. Frei nach dem Motto: „Nichts ist spannender als die Wirklichkeit“ werden die Stoffe ausgesucht und bebildert. So hat sich gezeigt, dass vor allem Figuren der Devianz spannend für Drehbuchautoren und Produzenten sind. Das sind Figuren, deren Leben aus den konventionellen Bahnen gerät und sich meist nicht mehr im moralischen Normbereich befindet. Der Legendencharakter einer Figur wird durch filmische Wiederholung aktualisiert und verstärkt. Diese Abweichungen sind interessant und tragen zu einer filmischen Gedächtniskultur bei.
Film ist ein Medium des kollektiven Gedächtnisses und bedient sich kultureller Techniken, um die Zeit anzuhalten und sie zu vergegenwärtigen. Diese filmischen Erinnerungsprozesse sind mit dem Anspruch an Verbindlichkeit und Wertevermittlung verbunden, dem sie nicht immer gerecht werden können oder wollen.
Grundsätzlich unterscheidet man zwei Formen des biografischen Films: Der ernsthafte Typus, der historischen Rechercheaufwand benötigt und den Anspruch der Historizität erhebt und den experimentellen Typus, der in Bezug auf seine historische Genauigkeit freier ist. Des Weiteren lassen sich verschiedene Konzepte der Filmbiografie unterscheiden: Offene oder geschlossene Erzählperspektive, lineare oder nichtlineare Struktur, figurenzentrierte oder figurendezentrierte Formen.
Es existieren aber auch hybride Formen, die verschiedene Inszenierungsweisen verbinden.
Der biografische Film inszeniert Helden bzw. Anti-Helden: Wissenschaftler, Musiker, Komponisten, Maler, bildende Künstler, Dichter und Schriftsteller. Jede biografierte Berufsgruppe hat ihre eigenen Mittel und Ausdrucksweisen. Biopics richten ihre thematischen Felder nach den Berufen oder dem sozialen oder juristischem Status der Hauptfigur.
Gleich ist allen Subgenres jedoch das Problem der Autorschaft. Die dargestellte Figur fungiert als historisierendes Subjekt und als nostalgisches Medium der Erinnerung und steht somit in einer Verantwortung. Eine Legende (von lateinisch legendum = „zu Lesendes“) entsteht durch wiederholtes Erzählen einer Geschichte, sowie durch Tradierung über Generationen. Damit etwas den Wert hat weitergegeben zu werden, muss die Geschichte über gewisse Konzepte verfügen. Das heißt, der Stoff, der verfilmt werden soll, muss Potenzial zur Legende haben.

#### Teleologischer Ansatz – Heroisierung
Die Figur strebt nach einem Ziel, sie versucht eine Lebens-Aufgabe zu erfüllen. Diese Aufgabe bedeutet im Wortsinn, sein Leben für ein höheres Ziel aufzugeben und sich für sein Ziel aufzuopfern. Zentral in Künstlerfilmen ist das Werk des dargestellten Künstlers als innerer Ausdruck des Selbst. Sowohl das Erreichen des Ziels als auch das Scheitern gehört zum narrativen Fundus. Daraus folgt die Überlegenheit des Künstlers über seine Umwelt und die Erschaffung eines Mythos.

#### Psychopathologischer Ansatz – Psychologisierung
Die Tendenz, den dargestellten Künstler zu pathologisieren und zumeist post mortem zu diagnostizieren, gehört zu den wichtigsten narrativen Kategorien. Genie und Wahnsinn ist ein Konzept, das bereits in der Antike etabliert wurde und sich bis heute als beliebter Topos gehalten hat. Dieses Konzept dient unter anderem dazu, dem Zuschauer eine Identifikationsmöglichkeit zu geben und einen Maßstab für die eigene Normalität zu liefern.
Die narrativen Mittel für den Topos von Künstlertum und Psychopathologie sind zahlreich, jedoch findet sich immer wieder das Bild der Heimatlosigkeit, der Wanderschaft und des ziellosen Umherirrens, der problematischen Liebesbeziehungen der Figuren und die schwierige persönliche Verfassung der dargestellten Person. Es wird eine Existenz entworfen, die sich außerhalb der Norm bewegt und die Schattenseiten einer Persönlichkeit in den Vordergrund bringt, was die Faszination des Genres Biopic ausmacht.

## Geschichte des Biopic

### Von der Biografie zum Biopic
Die Biografie gilt als das älteste Genre der Literatur. Der Gattungsbegriff stammt aus dem Griechischen und setzt sich aus den Wörtern bios = Leben und graphein = schreiben zusammen. Dies bedeutet so viel wie Lebens(be)schreibung oder Lebensschilderung. Zum ersten Mal wurde der englische Ausdruck „biography“ und die im deutschen gebrauchte Bezeichnung „Biographie“ ab 1683 verwendet.
Seit den Anfängen der Kinogeschichte befassen sich Filme mit der Vergangenheit und mit historischen Sparten. Als Beginn der kommerziellen Institution Kino wird das legendäre Filmprojekt der Brüder Lumière 1895 in Paris festgehalten. 1899 rekonstruierte Georges Méliès geschichtlich gewordene Ereignisse aus dem Jahr 1894 in seinen zehn Tableaus über die noch unabgeschlossene Dreyfus-Affäre (L’affaire Dreyfus). Bei diesem frühen Beispiel kann man bereits Ansätze einer verfilmten Lebensgeschichte feststellen.
Nicht nur primär historische Frühformen des Biopics waren um die Jahrhundertwende von Bedeutung, sondern auch Produktionen mit religiösen Darstellungen. M. Lear drehte 1897 eine Reihe von Tableaus über die Lebens- und Leidensgeschichte Jesu Christi (Musser 1999, S. 209ff). Nach den Anfangsjahren des Kinos 1909, produzierte Abel Gance den französischen Film Molière, der durch seine narrative Form und längere Filmzeit als erstes Biopic europaweit betrachtet werden kann.

### Klassische Phase des Biopic in Europa
Die Entwicklung der Gattung des Biopic lässt sich in zwei Tendenzen beschreiben.
Die erste, klassische Phase erstreckt sich bis in die 1940er Jahre und beschreibt die großen Erzählungen von Fortschritt, Emanzipation, Individuen, Geschichten über Aufklärung, Humanisierung und Heldenerzählungen.
Zu dieser Phase zählen folgende europäische Biopics:

#### Deutschland
Der Film von Carl Froelich Richard Wagner (1913), Dimitri Buchowetskis Danton (1920) und Peter der Große (1922), Ernst Lubitschs Madame Dubarry (1919) und Anna Boleyn (1920) gehören zu den frühen Filmbiografien.

#### England
Alexander Kordas Filme wie The Private Life of Henry VIII (1933) und Rembrandt (1936), beide mit Charles Laughton in der Hauptrolle, setzen durch die Etablierung des Tonfilms den ersten Höhepunkt der biografischen Filme.

#### Frankreich
Abel Gance trug mit seinem Künstlerfilm Napoléon (1927) und mit Un grand amour de Beethoven (1936) zu dieser beliebten Gattung bei.

#### Sowjetunion
Filmbiografien über Helden- und Tugendhaftigkeit und über Bemühungen um Fortschritt sind die Hauptkennzeichen der 1930er Jahre in der Sowjetunion. Hier standen keine Einzelkämpfer im Vordergrund wie in amerikanischen Filmen, sondern Helden, die im Kollektiv integriert waren. Es wurden in erster Linie militärische Anführer und feierliche Amtseinsetzungen verfilmt, die den sozialistischen Realismus kinematographisch widerspiegelten. Beispiele hierfür sind Filme wie Tschapajew (1934), Alexandr Newskij (1938) und der erste Teil von Ivan Groznyj (1944).

#### Deutschland während des Zweiten Weltkrieges
Führer-Verehrung, idealisierte Darstellungen von Nationalfiguren und patriotische Mythen waren die großen Themen in den Biopics seit Beginn des Dritten Reichs. Zu den zahlreichen Porträts „großer Deutscher“ zählen Filme wie Robert Koch, der Bekämpfer des Todes (1939), Bismarck (1940) und Friedemann Bach (1941).
Nicht nur Biografien historischer Stoffe der herrschenden Ideologie bestimmten die Produktion im Nationalsozialismus, sondern auch zahlreiche Musiker und Kostümfilme. Zu nennen sind hier Carl Froelichs Tschaikowski-Porträt Es war eine rauschende Ballnacht (1939) und Karl Hartls Mozart-Film Wen die Götter lieben (1942).

#### Italien während des Zweiten Weltkrieges
Regisseur Carmine Gallone stellte in Italien während des Zweiten Weltkrieges mit seinem Film Scipione l’Africano (1937) antike römische Rituale faschistisch dar.

#### Österreich
Nach Beendigung des Zweiten Weltkrieges setzte sich der Trend der Musiker- und Kostümfilme fort. Zu erwähnen wären Walter Kolm-Velteé mit seinem Film über Beethoven Eroica (1949) und die Mozart-Biografie Reich mir die Hand, mein Leben (1955). Einen Höhepunkt des Trends wurde mit Ernst Marischkas dreiteiliger Verfilmung Sissi (1955), Sissi, die junge Kaiserin (1956) und Sissi – Schicksalsjahre einer Kaiserin (1957) erreicht.

### Moderne Phase des Biopic in Europa
Die zweite, moderne Phase der Gattung beginnt schon nach dem Zweiten Weltkrieg und erstreckt sich von den 1960er Jahren bis hin zur Postmoderne. Die Weiterentwicklung der ersten Phase des Biopic zeigt sich deutlich in den Themen der Biografien. An die Stelle von Heldenerzählungen treten jetzt verstärkt deviante Figuren. Es entsteht ein Gegenbild zur klassischen Phase, in der zentrale Figuren weder kanonisiert noch harmonisch integriert waren. Der Tod rückte vermehrt in den Vordergrund, wie auch Angst und Pessimismus. Des Weiteren beschreibt die Gattung der zweiten Phase immer intimere Aspekte der dargestellten Figuren wie Liebesaffären, Sexualität und persönliche Probleme, wie Alkoholismus und Drogen. In den 1950er Jahren erreichte der Künstlerfilm einen Höhepunkt in der Geschichte des Biopic.
Zu dieser Phase zählen folgende europäische Biografien:

#### England
Einen farbenprächtigen Künstlerfilm produzierte John Huston mit seinem Toulouse-Lautrec-Porträt Moulin Rouge (1952). In den 1970er Jahren galt Ken Russell als Vorreiter des neuen Biopic in Form von Künstler-Porträts, wie The Music Lovers (1970), Mahler (1974) und Valentino (1977). Seine voyeuristischen Filme überschreiten häufig die Grenze zum Kitsch.

#### Italien/Frankreich
In den 1960er Jahren wurde das Biopic von verschiedenen neuen Bewegungen formal und inhaltlich erneuert. Francesco Rosis Biopics weisen zwar noch Spuren des italienischen Neorealismus auf, schaffen aber deutliche Bezüge zur komplexen sozialpolitischen Situation Italiens. Zu seinen Biopics zählen Salvatore Giuliano (1961), Il caso Mattei (1972) und Lucky Luciano (1973). In Frankreich tauchten anschließend Porträts dubioser und berüchtigter Figuren in Filmen von Alain Resnais auf.

#### Sowjetunion
Andrej Tarkowskij zeigte in seinem Film Andrej Rubljow (1968), ebenso wie der Regisseur Sergej Paradshanows mit seiner unkonventionellen Dichter-Chronik Sajat Nowa / Zwet granaty (1969), die unterschwellig auftauchende sowjetische Systemkritik.

#### England ab den 1970er Jahren
In Biopics wurden heikle Themen wie Homosexualität seit den 1970er Jahren recht offen behandelt, meistens durch Darsteller, die für kurze Zeit in der Regenbogenpresse für Schlagzeilen sorgten. Regisseur Jack Gold ermöglichte es in seinem Film The Naked Civil Servant – The Autobiography of Quentin Crisp (1975) einen Schwulen ins Zentrum der Erzählung zu setzen.
In den 1990er Jahren feierte das britische Kino unter anderem mit zahlreichen Biopics große internationale Erfolge. Hier wäre zum Beispiel die Welle zahlreicher Shakespeare-Adaptionen zu nennen, die seit Kenneth Branaghs Henry V (1989) und Shekhar Kapur Elizabeth (1998) großen Zuspruch beim Filmpublikum fand. Shakespeare selbst wird in der Liebeskomödie Shakespeare in Love (1998) dargestellt.
Weitere Künstlerfilme der 1990er Jahre mit Themen wie exzentrischen Liebesaffären und Sexualität, waren z. B. Carrington (1995), Love is the Devil (1997), Hilary and Jackie (1998), Caravaggio (1986) und Wilde (1997).

#### Deutschland
In Deutschland wurde der Blick auf Individuen gerichtet. Porträtiert wurden Minderheiten, vernachlässigte Figuren, wiederentdeckte Schicksale und Frauenporträts.
In Kolossale Liebe (1981) wird die Frage biografischer Identität ins Zentrum gerückt.
In Michael Verhoevens Film Die weiße Rose (1982) leisteten die Geschwister Sophie und Hans Scholl im Nationalsozialismus als Individuen Widerstand gegen das Naziregime. Ebenso zeigt der Film Aus einem deutschen Leben (1977) die Individualität der Hauptfigur. Geschichten über Mörder fanden sich auch in einer Reihe von deutschen Filmen wieder. So auch das fiktionale Biopic Der Verlorene (1951) oder die Geschichte eines Massenmörders im Dritten Reich Nachts, wenn der Teufel kam (1957).
Zudem entstanden Vampirfilme und Porträts von abnormen Figuren und „Monstern“, wie es von Ulli Lommel in Die Zärtlichkeit der Wölfe (1973), Peter Sehr in Kaspar Hauser (1993) und Werner Herzog in Jeder für sich und Gott gegen alle (1974) erzählt wird.

#### Frankreich
„Auch in Frankreich blühte eine alte Tradition der Nationalepen, prestigeträchtigen Literaturverfilmungen und heroischen historischen Filmfiguren neu auf“. Bruno Nuytten mit seinem durch Ausstattung und Kostüm aufwendig gestalteten Regiedebüt Camille Claudel (1988) erzählt die Geschichte der französischen Künstlerin, die zeitlebens im Schatten ihres Liebhabers Auguste Rodin stand.
In den 1990er Jahren erschienen zwei historische Biografien, zum einen Alain Corneaus Tous les matins du monde (1991), zum anderen Jacques Rivettes Jeanne la Pucelle (1994). Der komplexe, mythische Stoff der Johanna von Orléans veranlasste den Regisseur Luc Besson zu einer weiteren Verfilmung in Jeanne d’Arc (1999) mit internationaler Besetzung.

### Klassische Phase des Biopic in Hollywood
Das Biopic war in den USA seit den Anfängen des Films ein wohlbekanntes Produkt.
Es spielte und spielt auch heute noch eine große Rolle bei der Bildung und Rezeption der Geschichte in den USA. Hollywood und vor allem die großen Studios in Hollywood hatten eine ganz eigene Konstruktion des Biopic: Darin wurde das Leben berühmter Menschen so umfunktioniert, dass es in bestimmte Konturen passte, die von den Produzenten und Studiobossen geschaffen worden waren. Dadurch wurde eine Weltansicht präsentiert, die bestimmte Lebensweisen und Werte über andere Lebensarten stellt.
Die Geschichte des Biopic in den USA kann grob in zwei Teile unterteilt werden. Die klassische Phase von den Anfängen des Films zu Beginn des 20. Jahrhunderts bis in die 1960er Jahre und die moderne Phase, von den 1960er Jahren bis heute. Innerhalb dieser zwei Phasen gibt es natürlich viele kleinere, thematische Strömungen.
Zu Beginn der klassischen Phase in den USA lag der Fokus des Biopic stark auf der Erzählung royaler Leben. Dies war bis in die 1930er Jahre ein großes Thema. Schon der erste kommerzielle Erfolg des Produktionsstudios Warner war ein Biopic über einen amerikanischen Botschafter in Deutschland mit dem Titel My Four Years in Germany (1918). Die Hochphase des Biopic begann Mitte der 1930er Jahre. Insgesamt wurden zwischen 1927 und 1960 291 Biopics in Hollywood produziert.
Dominierten von 1927 bis 1940 Biografien traditioneller Eliten, wie des Adels oder politischer Führer, so zeigte sich nach 1940 die Selbstreflexivität des Genres, das seinen Fokus auf das Porträtieren von Entertainern, Künstlern und Filmstars richtete. Denn auch die Biopic-Produzenten erkannten den Wunsch des Publikums nach Unterhaltung und leichten Stoffen.
Zwei Drittel aller Biopics zwischen 1927 und 1960 spielen in den USA und/oder porträtieren Amerikaner. Authentizität und Kultur wurden zum Kennzeichen des Genres.

#### 1930er Jahre
Eine erste erfolgreiche Biopic-Produktion der Tonfilmzeit war der Warner Film Disraeli (1929). Von diesem ersten Publikumserfolg dauerte es aber noch bis Mitte der 1930er Jahre, bis die großen Studios, allen voran Warner und Fox, die Erfolgsträchtigkeit der Biopics erkannten.
In einem mehrjährigen Prozess, „durch den sich die Gattung als solche herausdestillierte“ bildeten sich genretypische Merkmale für die Biopics der Vorkriegszeit. Nicht-Amerikaner wie Voltaire oder Pasteur, Freidenker und Visionäre wie Paul Reuter oder Menschenrechtskämpfer wie Benito Juárez wurden Gegenstand einer Gruppe von Biopics aus den 1930er Jahren, die als Dieterle/Warner Brothers Biopics bezeichnet werden und die das Genre nachhaltig prägten. Ein typisches Merkmal des Dieterle Biopic, das sich auch heute noch in Filmbiografien findet, ist der Konflikt der Titelfigur, mit ihren Ideen, Visionen oder Erfindungen gegenüber der Gesellschaft Anerkennung zu finden. Zu den Dieterle Filmen von Warner Brother gehören: Edison the Man (1940), The Story of Alexander Graham Bell (1939), Victoria the Great (1937) und Young Mr. Lincoln (1939).
Biopics über große Frauen waren zwischen 1927 und 1960 noch immer deutlich unterrepräsentiert. Nur 31 % aller Filmbiografien hatten eine oder mehrere Frauen in der Titelrolle. So zum Beispiel Queen Christina (1933).

#### 1940er Jahre
In den 1940er Jahren kam die große Zeit des Entertainer Biopic. Der Film Yankee Doodle Dandy (1942) gehört bis heute zu den beliebtesten klassischen Hollywood-Musicals. Die Filme Night and Day (1946), The Dolly Sisters (1945) und The Jolson Story (1945) sind sehr fiktionalisierte Beispiele für die Musical Biopics. Diese Filme zeigen, dass in den Kriegsjahren Patriotismus einen höheren Stellenwert bekommt, als noch in den 1930er Jahren. Mit der Erkenntnis, dass sich die Stars aus Film, Varieté und Showbusiness hervorragend für Filmbiografien eignen, wagten sich die Studios auch an Sportler Biopics. Die Verschiebung von den elitären zu populären Figuren lässt sich an dieser Neuorientierung der Studios festmachen. Pride of the Yankees (1942) erzählt das Leben des Baseball Stars Lou Gehrig und formulierte mit Gastauftritten von Lou Gehrigs echten Mannschaftskameraden ein weiteres Biopic Merkmal: Treten die Stars selbst, ihre Freunde oder Angehörigen im Biopic auf, so verleiht das dem Film eine spezielle Glaubwürdigkeit.
Die gesamte Film- und damit auch Biopic-Produktion steigt in den USA in den 1940er Jahren an. Durch den Zweiten Weltkrieg und die daraus resultierende Flaute in der europäischen Filmwirtschaft ist Hollywood 1946 am Gipfel seiner Macht angekommen. Die Menschen im Europa der Nachkriegszeit sind zudem willige Abnehmer für amerikanische Unterhaltungsfilme.

#### 1950er Jahre
Seinen vorläufigen Höhe- aber auch Wendepunkt, zumindest was die produzierte Anzahl an Biopics in den USA angeht, erreichte der biografische Film in den 1950er Jahren, während der letzten Tage der Studio-Ära. Deutlich erkennbar wenden sich die Filmemacher zunehmend auch tragischen Figuren zu oder thematisieren Probleme der Protagonisten. Die Titelfiguren der frühen Filmbiografien konnten ihre Hindernisse überwinden, in den Biopics der 1950er Jahre kämpfen und scheitern sie. So zum Beispiel in dem Film Love me or Leave me (1955).

#### 1960er Jahre
1960 war die Studio-Ära zu Ende, in der viele klassische Filme, darunter sehr viele Biopics, produziert wurden. Das Biopic der klassischen Ära präsentierte dem Zuschauer eine Welt in der Minderheiten weitgehend ignoriert oder in untergeordneten Rollen gezeigt wurden. Fast jede große Veränderung der Nachkriegszeit, wie z. B. die Schwarzen-, Schwulen- oder Lesbenbewegung, wurde von den Biopics der amerikanischen Studios ignoriert. Es dauerte mindestens zwei Generationen, bis das Biopic sich auch solchen Themen öffnete. Bis weit in die 1960er Jahre hinein produzierten amerikanische Studios immer noch Filme wie Funny Girl (1968) mit deutlichem Bezug auf die alte amerikanische Kultur vor dem Zweiten Weltkrieg.

#### Moderne Phase des Biopic in Hollywood ab den 1960er Jahren
Die Entwicklung der Biopics im Kino der 1960er und 1970er Jahre kann nur unter Berücksichtigung der Strukturverlagerung vom Kino zum Fernsehen nachgezeichnet werden. Da die Alltäglichkeit des Kinos der Alltäglichkeit des Fernsehens Platz machte, mussten Filme durch immer neue Ideen Zuschauer anlocken. Die Genregrenzen verschwammen dadurch mehr und mehr, da die Filme ein möglichst breites Publikum ansprechen sollten.
Das klassische Biopic spielte in dieser neuen Kinowelt eine untergeordnete Rolle. Es war aufgrund seiner oft moralisierenden und belehrenden Inhalte ein Relikt eines vergangenen Studio-Systems. Das Biopic konnte auch dem Trend zu Blockbustern nicht folgen, die vor allem ab den 1970er Jahren die Kinokassen dominierten. Man konnte eine Biografie nicht mit Fokus auf Special Effects, Außerirdische und Naturkatastrophen erzählen. Die Regisseure von Biopics mussten sich weiterhin auf die Geschichte und die Entwicklung ihrer Figuren konzentrieren, versuchten aber durch tragische Figuren und ambivalente Charaktere den Filmen neue Impulse zu geben.
Anfang der 1960er Jahre wurde die Biopic-Produktion Lawrence of Arabia (1962) ein großer Erfolg. Der Film steht in der Tradition der „Great Men“ Filme der 1930er und 1940er Jahre. Er zeigt den Helden, aber nicht als bewunderungswürdig und heroisch, sondern als Mann, der wegen seiner Selbstgefälligkeit und Überheblichkeit in seiner Umgebung auf Ablehnung stößt. Zu einem der populärsten und einflussreichsten Biopics der 1960er Jahre wurde der Film Bonnie und Clyde (1967).

#### 1970er Jahre
Mit den Blockbustern der 1970er Jahre konnten Biopics nicht mithalten und verloren zunehmend an Bedeutung. Biopic-Produktionen wie Lady sings the Blues und The Buddy Holly Story griffen erneut auf Entertainer-Figuren zurück.

#### 1980er Jahre
In den 1980er Jahren gab es bei den Biopics wieder einen leichten Aufwärtstrend. Zwischen 1982 und 1985 ging der Oscar für den besten Film gleich dreimal an einen biografischen Spielfilm: 1983 an Gandhi, 1984 an Amadeus und 1985 an Out of Africa. Erstmals seit den 1930er Jahren ist eine deutliche Abwendung von amerikanischen Figuren in populären Biopic-Produktionen erkennbar.

#### 1990er Jahre bis heute
Die 1990er Jahre markieren im Kino den Beginn der computeranimierten Filme. Die Biopics der Jahre 1990 bis 2008 setzten alle Trends der vorhergehenden Jahrzehnte fort. Melodramatische Filmbiografien über vergangene Größen wie The Babe (1992) oder In Love and War (1996) stehen ganz in der Tradition klassischer Biopic-Produktionen der Studio-Ära. Filme wie Ed Wood (1994) von Tim Burton setzen mit schwarz-weißen Bildern auch im Biopic neue visuelle Akzente. Gebrochene und tragische Figuren wie der Mathematiker John Forbes Nash in A Beautiful Mind – Genie und Wahnsinn (2001), Valerie Solanas in I shot Andy Warhol (1996), bekommen ihren Platz im Biopic genau wie Ludwig van Beethoven in Immortal Beloved (1994) oder Frida Kahlo in Frida (2002). Auch der Erfolgsregisseur Steven Spielberg produzierte 1993 mit Schindlers Liste ein vielbeachtetes und vielfach ausgezeichnetes Biopic.
Die Grenzen zwischen biografischem Dokumentarfilm und biografischem Spielfilm verwischten seit Beginn der 1990er Jahre immer mehr. Das Jahr 2004 stellte mit einer enorm großen Anzahl von Biopics im Kino einen neuen Rekord auf: Für den Oscar 2004 waren die Biopics Ray, The Aviator und Finding Neverland in der Kategorie bester Film nominiert.

## Filmlisten
Siehe Liste von Filmbiografien nach dargestellter Persönlichkeit (Sortierung nach dargestellter Person), Kategorie:Filmbiografie (Sortierung nach Filmtitel) oder Liste von Filmdarstellern historischer Persönlichkeiten

### Filmografien
- Joe Hembus: Der Stoff aus dem die Western sind. Die Geschichte des Wilden Westens, 1540–1894, Chronologie, Mythologie, Filmographie. Heyne, München 1997, ISBN 3-453-11776-X.
- Thomas Koebner (Hrsg.): Filmregisseure. Biographien, Werkbeschreibungen, Filmographien. Reclam, Stuttgart 2008, ISBN 978-3-15-010662-4.
- Kenneth Rothwell: Shakespeare on screen. An international filmography and videography. Mansell, London 1991, ISBN 0-7201-2106-X.
- Georges Sadoul: Geschichte der Filmkunst. Schönbrunn-Verlag, Wien 1957 (Mit einem Anhang: Hundert Regisseure (Filmographien)), Fischer-Taschenbücher, Frankfurt am Main 1982, ISBN 3-596-23677-0 (Filmographie S. 407–448).

### Online-Datenbanken
- The Internet Movie Data Base: www.imdb.com
- Online Film Datenbank: www.ofdb.de
- Deutsche Filmarchive: www.filmportal.de

### Monografien
- Roland Barthes: Sade Fourier Loyola. Suhrkamp-Taschenbuch Wissenschaft, Frankfurt am Main 1986, ISBN 3-518-28185-2 (Übersetzt von Maren Sell und Jürgen Hoch).
- Claudia Breger: Szenarien kopfloser Herrschaft. Rombach, Freiburg im Breisgau 2004, ISBN 3-7930-9360-3.
- George Frederick Custen: Bio/Pics. How Hollywood Constructed Public History. Rutgers University Press, New Brunswick (N.J.) 1992, ISBN 0-8135-1755-9.
- Georges Didi-Huberman: Vor einem Bild. Hanser, München, Wien 2000, ISBN 3-446-16589-4 (Aus dem Französischen von Reinold Werner).
- Markus Fellner: Psycho movie: zur Konstruktion psychischer Störung im Spielfilm. Transcript, Bielefeld 2006, ISBN 3-89942-471-9.
- Sigrid Nieberle: Literaturhistorische Filmbiographien. Literaturgeschichte und Autorschaft im Kino. de Gruyter, Berlin / New York 2008, ISBN 978-3-11-020074-4.
- Henry M. Taylor: Rolle des Lebens. Die Filmbiographie als narratives System. Schüren, Marburg 2002, ISBN 3-89472-508-7 (Zürcher Filmstudien).
- John C. Tibbetts: Composers in the Movies. Studies in Musical Biography. Yale University Press, New Haven / London 2005, ISBN 0-300-10674-2.
- Christian von Zimmermann: Biographische Anthropologie. Menschenbilder in lebensgeschichtlicher Darstellung (1830–1940). de Gruyter, Berlin / New York 2006, ISBN 3-11-018863-5.
- Jacqueline Noll Zimmermann: People like ourselves. Portrayals of Mental Illness in the Movies. Scarecrow Press, Lanham (Md.) 2003, ISBN 0-8108-4876-7.

### Sammelbände
- Lay, Tristan / Arendt, Christine: Lebensgeschichten in Film und Fernsehen – Lernen an und mit verfilmten Biographien im Kontext Deutsch als Fremd- und Zweitsprache. German as a Foreign Language GFL, 2021 (2).
- Anne Bohnenkamp, Tilman Lang (Hrsg.): Literaturverfilmungen. Reclam, Stuttgart 2005, ISBN 3-15-017527-5 (Reclam Interpretationen).
- Jürgen Felix (Hrsg.): Genie und Leidenschaft: Künstlerleben im Film. Gardez!-Verlag, Mainz/St. Augustin 2000, ISBN 3-928624-52-0 (Filmstudien Band 6).
- Christian Klein (Hrsg.): Grundlagen der Biographik: Theorie und Praxis des biographischen Schreibens. Metzler, Stuttgart/Weimar 2002, ISBN 3-476-01904-7.
- Hans-Arthur Marsiske (Hrsg.): Zeitmaschine Kino: Darstellung von Geschichte im Film. Hitzeroth, Marburg 1992, ISBN 3-89398-111-X.

### Einzelanalysen/Aufsätze
- Roland Barthes: Der Tod des Autors (Übersetzt von Matias Martinez). In: Fotis Jannidis, Gerhard Lauer, Matias Martinez und Simone Winko (Hrsg.): Texte zur Theorie der Autorschaft. Reclam, Stuttgart 2000, ISBN 3-15-018058-9, S. 185–193.
- Hans Erich Bödeker: Annäherungen an den gegenwärtigen Forschungs- und Diskussionsstand. In: Hans Erich Bödeker (Hrsg.): Biographie schreiben.  Wallstein-Verlag, Göttingen 2003, ISBN 3-89244-665-2 (Göttinger Gespräche zur Geschichtswissenschaft. Band 18), S. 9–63.
- Beatrix Borchardt: Lücken schreiben. Oder: Montage als biographisches Verfahren. In: Hans Erich Bödeker (Hrsg.): Biographie schreiben.  Wallstein-Verlag, Göttingen 2003, ISBN 3-89244-665-2 (Göttinger Gespräche zur Geschichtswissenschaft. Band 18), S. 211–241.
- Pierre Bourdieu: Die Illusion der Biographie. Über die Herstellung von Lebensgeschichten (Aus dem Französischen von Friedrich Balke). In: Neue Rundschau. 102/3 (1991), S. 109–115.
- Tom Kindt, Hans Harald Müller: Was war eigentlich der Biographismus – und was ist aus ihm geworden? In: Heinrich Detering (Hrsg.): Autorschaft. Positionen und Revisionen. (= Germanistische Symposien. Berichtsbände XXIV). Weimar 2002, ISBN 3-476-01850-4, S. 355–375.
- Siegfried Kracauer: Die Biographie als neubürgerliche Kunstform. In: Siegfried Kracauer: Das Ornament der Masse: Essays. Suhrkamp, Frankfurt am Main 1977, ISBN 3-518-06871-7, S. 75–80.
- Jean Peneff: Myths in life stories. In: Raphael Samuel, Paul Thompson (Hrsg.): The Myths We Live By. (= History workshop series). Routledge, London / New York 1990, ISBN 0-415-03609-7, S. 36–48.
- Ulrich Raulff: Wäre ich Schriftsteller und tot … Vorläufige Gedanken über Biographismus und Existenz. In: Hartmut Böhme, Klaus R. Scherpe (Hrsg.): Literatur und Kulturwissenschaften. Positionen, Theorien, Modelle. Rowohlt-Taschenbuch-Verlag, Reinbek bei Hamburg 1996, ISBN 3-499-55575-1, S. 187–204.
- Paul Ricœur: Life in Quest of Narrative. In: David Wood (Hrsg.): On Paul Ricoeur. Narrative and Interpretation. (= Warwick studies in philosophy and literature). Routledge, London 1991, ISBN 0-415-07407-X, S. 20–33.
- Harro Segeberg: Die großen Deutschen. Zur Renaissance des Propagandafilms um 1940. In: Jan Distelmeyer (Hrsg.): Tonfilmfrieden/Tonfilmkrieg. Die Geschichte der Tobis vom Technik-Syndikat zum Staatskonzern. (= Ein CineGraph-Buch). Ed. Text und Kritik, München 2003, ISBN 3-88377-749-8, S. 159–166.
- Lois D. Vines: From Film to Reading and Writing: L´Histoire d´Adèle H. In: The French Review. 73/3 (2000), S. 539–548.